# 풀다강

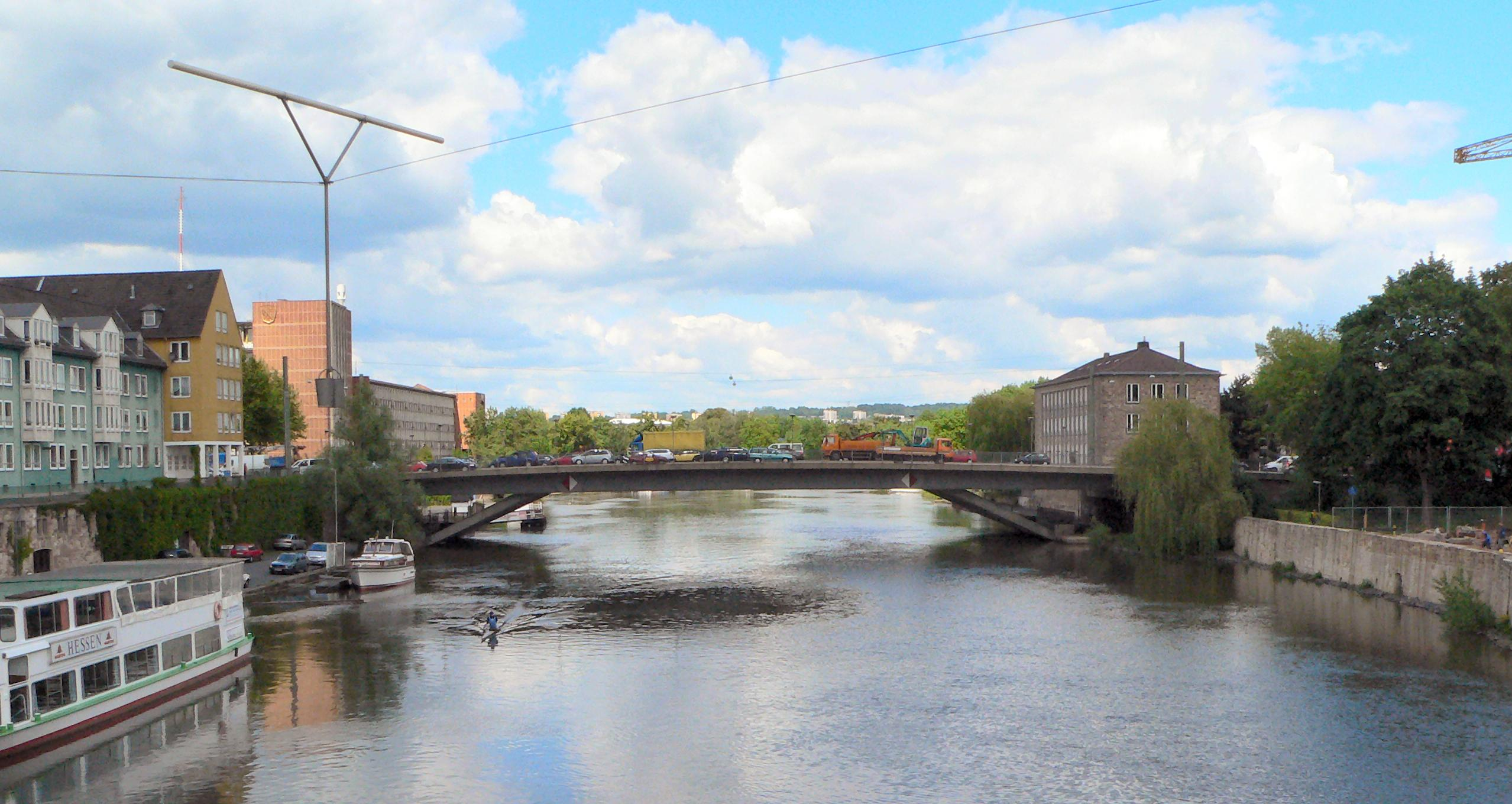
풀다강

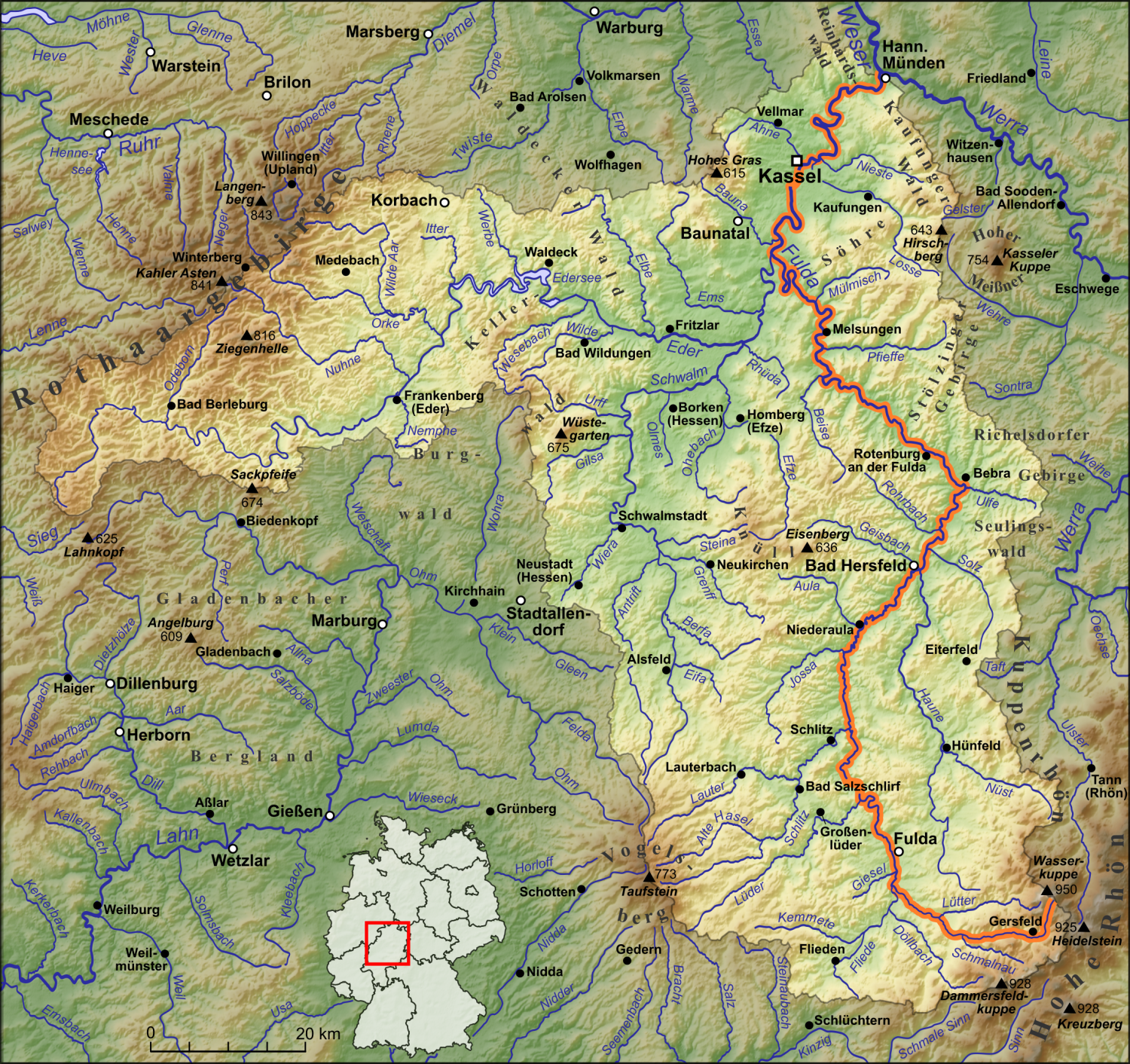
풀다강 지도

풀다강(독일어: Fulda)은 독일 헤센주의 강으로 길이는 220.7 km, 유역 면적은 6,932 km2, 평균 유랑은 115 m3/s이다. 베라강과 함께 베저강을 이루는 강이다.
헤센주에 위치한 뢴산맥(Rhön)의 바서쿠페산(Wasserkuppe)에서 발원하여 헤센주, 니더작센주를 흐른다. 니더작센주 한뮌덴(Hann. Münden)에서 베라강과 함께 베저강으로 합류한다.